# Sergio Bonelli Editore
Sergio Bonelli Editore és una editorial italiana fundada a Milà el 1940 i especialitzada en historietes, el mercat de les quals lidera amb més de 500.000 de vendes mensuals (només de les sèries regulars). Tex i Dylan Dog, els seus dos còmics més populars, en 2014 venien, respectivament, 190.000 i 120.000 exemplars de la sèrie regular.

## Trajectòria

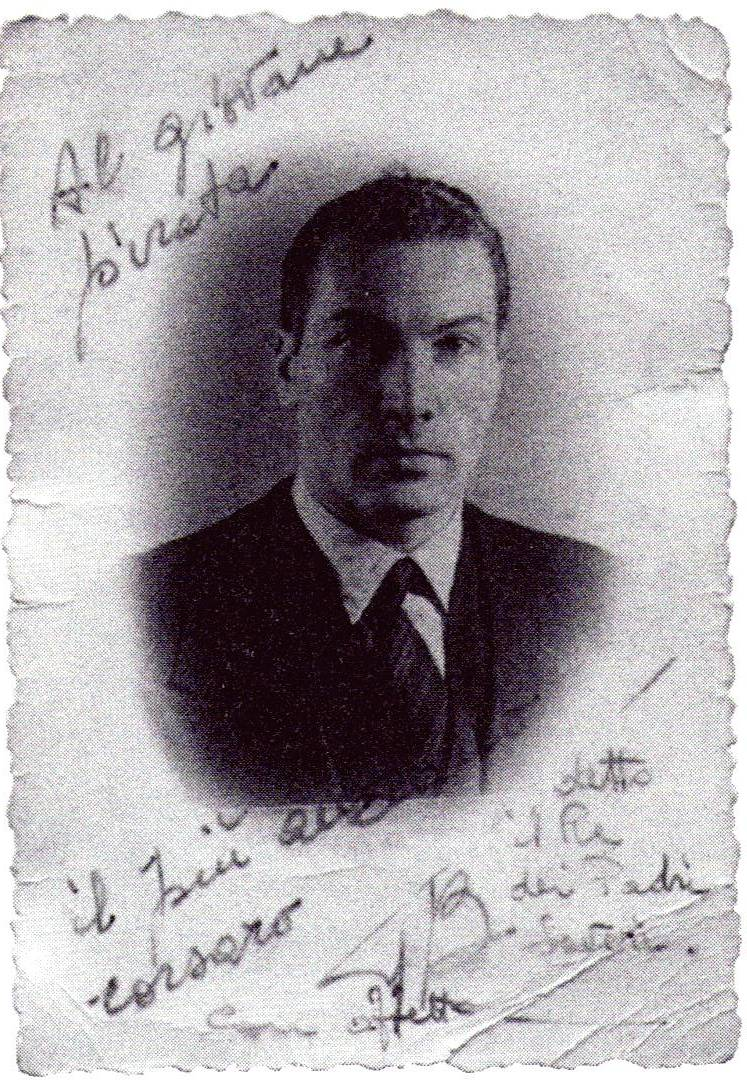
Gian Luigi Bonelli, autor de còmics i fundador de l'editorial Redazione Audace, de la qual procedeix l'actual Sergio Bonelli Editore.

La història de l'editorial es va iniciar amb la figura de Gian Luigi Bonelli, qui el 1940 va rellevar a Dante Traini en la capçalera L'Audace, fundant així Edizione Audace. El primer número de la nova època és el 331, datat el 18 de gener de 1941. Bonelli immediatament va donar nova força a la revista, canviant la fórmula periòdica (que presentava simultàniament diverses històries) per un àlbum de còmics amb una única història autoconclusiva. El personatge emblemàtic de "L'Audace" era Furio Almirall, escrit pel mateix Bonelli i dibuixat primer per Carlo Cossio i després pel seu germà Vittorio. L'altre personatges d'èxit serà Capità Fortuna de Rino Albertarelli, publicat el 1942 en una sèrie de suplements. La sèrie principal va estar acompanyat llavors per Albo d'Or Audace que va ser editada des de març de 1943 a abril de 1944, amb un total de tretze números. L'Audace (que a partir del seu número 385, corresponent al 13 de febrer de 1942 havia canviat el seu nom a Albo Audace) tancarà el 1944 amb el seu número 467.

### Estabilització
Finalitzada la Segona Guerra Mundial, la revista va ser recuperada entre agost i setembre de 1945 sota la direcció de Tea Bonelli (nascuda Bertasi), exesposa de Gian Luigi La nova època es va iniciar amb la reedició de material produït durant la guerra com Furio i Capità Fortuna. La seu de l'editorial és la casa de la senyora Tea, on viu amb el seu fill Sergio, que comença el seu aprenentatge amb diferents tasques, com ara ordinari i magatzemista. Aviat sorgeix, no obstant això, la necessitat de publicar nou material, així que l'editora s'assegura la col·laboració d'autors importants com Franco Baglioni, que el 1947 va realitzar Frisco Bill amb dibuixos de Guido Zamperoni, i del seu exmarido Gian Luigi Bonelli, que va fer el propi el mateix any amb Ipnos dibuixat per Gino Cossio, Paolo Piffarerio, Andrea Da Passano, Mario Uggeri i Roy D'Amy.

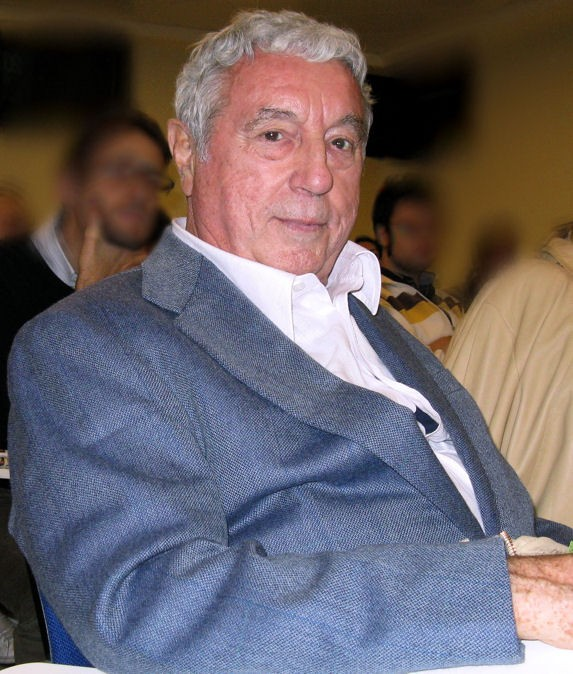
Sergio Bonelli en 2009. El 1957 va reemplaçar a la seva mare Tea Bertasi en la direcció de l'editorial, paper que va mantenir fins a 2011.

En els següents anys l'editorial canvia diverses vegades de nom (Edizioni Araldo,Cepim, Daim Press, Altamira) i va adoptar un nou format, que en estandarditzar-se es va dir "format Bonelli": llibres quadrats, en blanc i negre, que presenten una llarga història que s'estén des de les 96 fins a les 300 pàgines: una autèntica novel·la gràfica. La seva producció es torna a més particularment florent, succeint-se personatges sempre nous amb sorprenent velocitat. Els personatges principals són Plutos (1949), I tre Bill (1952), Rio Kid, Il Cavaliere Nero i Yuma Kid (tots de 1953), El Kid (1955), Profund (1956), Davy Crockett (1957) i Kociss (1958), tots escrits per Gian Luigi Bonelli, Mani in alt! (1950), Gordon Jim (1950) i Il Sergente York (1954), tots realitzats per Roy D'Amy.
El primer autèntic èxit va ser, però, Tex, sorgit el 1948 de la ploma de Gian Luigi Bonelli, qui a se encarregarà d'ell tota durant la seva vida, associat al llapis d'Aurelio Galleppini. Encara avui, és la historieta més duradora, venuda i popular a Itàlia.
El 1957, la direcció de l'editorial va quedar per fi en mans de Sergio Bonelli, ja actiu com a guionista (Un ragazzo nel Far West) amb el pseudònim de Guido Nolitta. Un altre èxit dels anys cinquanta va ser Il Piccolo Ranger, creat per Andrea Lavezzolo amb el dibuix de Francesco Gamba. el 1961 va ser estrenat Zagor, de Sergio Bonelli, una combinació del wéstern amb altres gèneres (aventures, fantàstic, ciència-ficció i horror)..

### Nous rumbs
el 1975 va aparèixer Mister No, un personatge adequat al nou clima cultural: modern i poc convencional, mescla d'heroi i antiheroi, posseïa una distintiva vena antirretórica. La revista va ser tancada en 2006, després de més de 30 anys de publicació ininterrompuda..
el 1977 la sortida a la venda de Ken Parker (creat per Giancarlo Berardi i Ivo Milazzo) va sotmetre a tensió, per primera vegada, la divisió tradicional entre la crítica, el còmic d'autor i la sèrie de còmic. Gràcies a la vocació artística de guions i dibuixos i a la novetat del seu contingut, aquest western atípic i original va suposar una autèntica revolució en la historieta popular italiana. La sèrie va cessar el 1984, a causa de la dificultat de conciliar la qualitat de la història amb les exigències de la producció industrial, però es va reprendre el 1996.

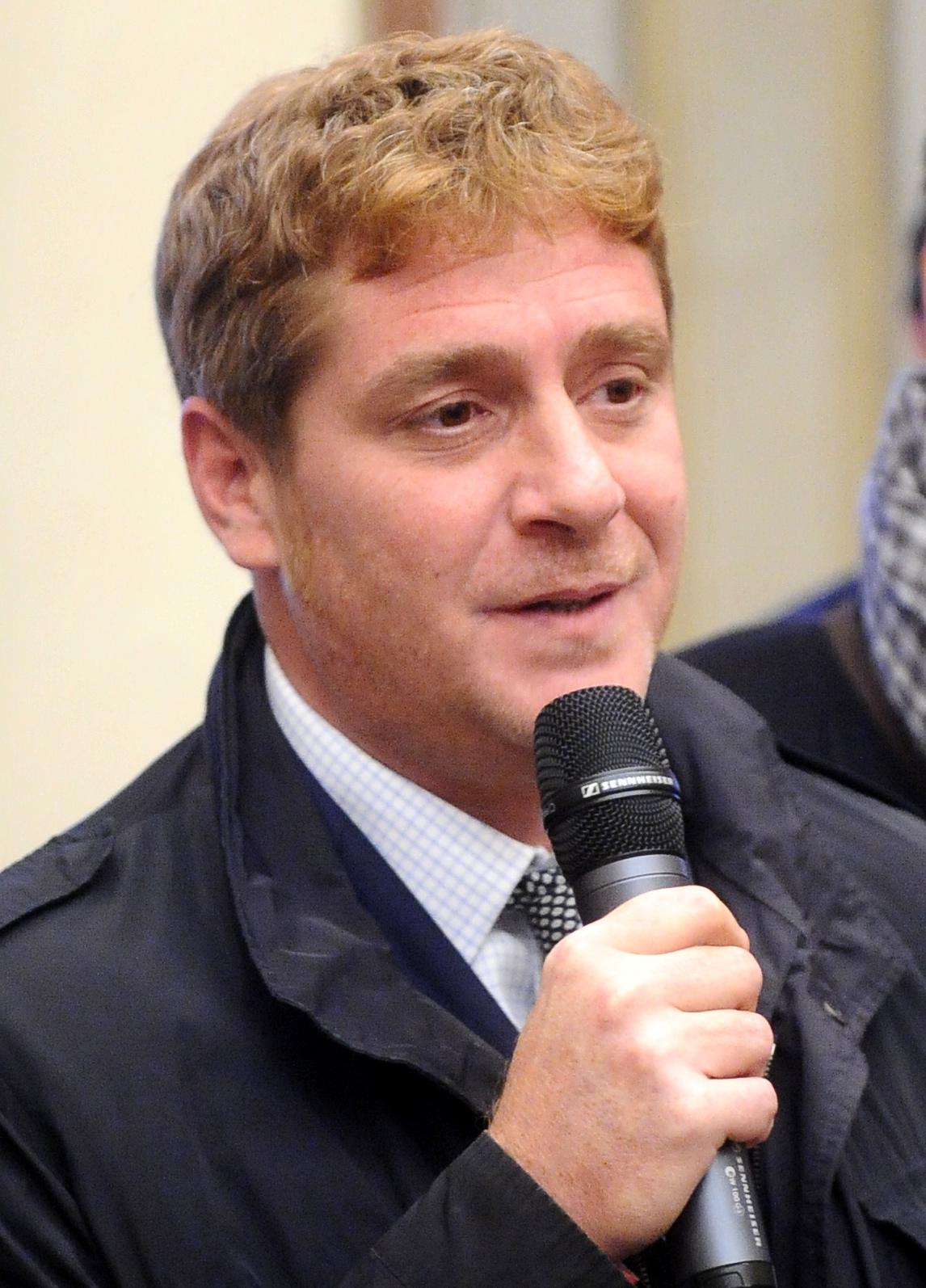
Davide Bonelli en 2015. Es va convertir en el director general de l'editorial després de la mort del pare Sergio, el 2011.

el 1982 va néixer Martin Mystère, marcant la transició entre les sèries clàssiques de Bonelli (Tex, Zagor, Mister No) i les de la nova època (Dylan Dog, Nick Raider, Nathan Never), tant per la naturalesa dels seus temes com per haver-hi aplanant el camí per a noves iniciatives de l'editorial..
el 1986, Tiziano Sclavi va crear la sèrie italiana que més popularitat ha aconseguit durant les últimes dècades: Dylan Dog, un còmic d'horror destinat a aconseguir per primera vegada una tirada de 800.000 exemplars al mes, gràcies a un personatge molt original respecte als antics herois de Bonelli. Després de l'èxit de Dylan Dog, molts editors han començat a publicar còmics en l'històrica format Bonelli, 16 x 21 cm amb al voltant de 100 pàgines en blanc i negre. Els crítics etiqueten a aquests àlbums amb la paraula bonellide.
Des de maig de 2005, amb el llançament de Brad Barron, s'està experimentat amb el format de minisèrie. Les minisèries bonellianas neixen amb una durada determinada, en general breu, amb la intenció de sondejar nous segments de mercat i buscar una nova fidelització dels lectors, habituats a sèries virtualment infinites com Tex i Dylan Dog. Al maig de l'any següent, i vist l'èxit de la primera sèrie breu, es prolonga l'experiment amb Demian, a la qual a l'octubre de 2007 segueix Volto Nascosto.
Al juny de 2007, Bonelli va plantejar una altra iniciativa innovadora amb Dragonero: la novel·la gràfica Bonelli (Romanzi a fumetti Bonelli), amb periodicitat anual, tapa dura i relats autoconclusivos d'ambientacions i gèneres diversos. L'èxit obtingut per Dragonero (35.000 còpies venudes) va portar a l'editor a accelerar la sortida de la seva segona novel·la gràfica (Gli occhi i il buio), distribuïda en els quioscos a la fi d'octubre de 2007.

## Publicacions de Bonelli
- Tex (des de setembre de 1948)
- Zagor (des de juny de 1961)
- Martin Mystère (des d'abril de 1982) i spin-off
- Dylan Dog (des d'octubre de 1986)
- Nathan Never (des d'abril de 1991) i spin-off
- Collana Almanacchi (des de juliol de 1993)
- Brendon (des de juny de 1998)
- Julia - Les aventures d'una criminòloga (Julia - Le avventure di una criminologa) (des d'octubre de 1998)
- Dampyr (des d'abril de 2000)
- Romanzi a fumetti Bonelli (des de juny de 2007)
- Dragonero (des de juny de 2013) i spin-off
- Orfani (des d'octubre de 2013)
- Morgan Lost (des d'octubre de 2015)
- Il commissario Ricciardi (des de novembre de 2017)
- Tex Willer (des de novembre de 2018)

#### SèriesAudace
- Senzanima (des de novembre de 2017)
- Il Confini (des de novembre de 2019)
- La Divina Congrega (des de novembre de 2021)
- Nero (des de desembre de 2021)
- Simulacri (des de novembre de 2022)
- Eternity (des de novembre de 2022)
- Mr. Evidence (des de novembre de 2022)

### Concloses

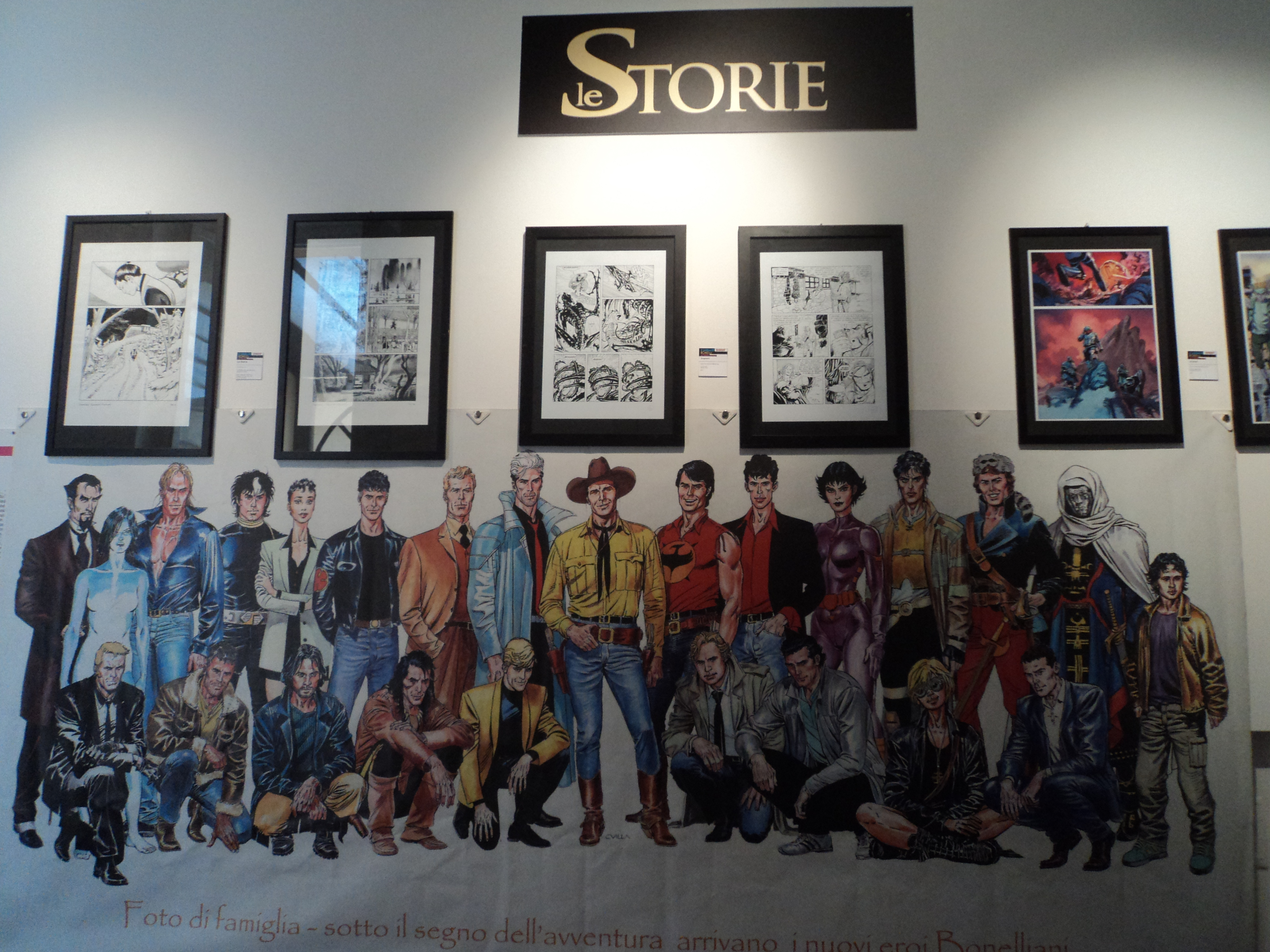
Personatges de Bonelli en l'exposició "L'Audace Bonelli", il·lustració de Claudio Villa.

#### Sèries
- L'Audace (gener de 1941 - febrer de 1944)
- Albo d'Oro Audace (febrer de 1943 - 1945)
- Audace (setembre de 1945 - juny de 1948)
- Mani in alto! (abril de 1949 - juliol de 1950)
- Collana Arco (abril de 1953 - abril de 1958)
- Il Cavaliere Nero (juny de 1953 - novembre de 1954)
- Avventure del West (abril de 1954 - gener de 1960)
- Il Piccolo Ranger (maig de 1954 - febrer de 1985)
- Un ragazzo nel Far West (setembre de 1958 - desembre de 1963)
- Alan Mistero (abril de 1965 - setembre de 1965)
- Il Comandante Mark (setembre de 1966 - gener de 1990)
- Storia del West (juny de 1967 - desembre de 1980)
- I protagonisti (setembre de 1974 - juny de 1975)
- Mister No (juny de 1975 - desembre de 2006)
- Akim (junio de 1976 - maig de 1980)
- Un uomo un'avventura (novembre de 1976 - novembre de 1980)
- Ken Parker (juny de 1977 - maig de 1984; setembre de 1994 - gener de 1998)
- Judas (setembre de 1979 - desembre de 1980)
- Gil (juny de 1982 - abril de 1983)
- Bella & Bronco (juliol de 1984 - octubre de 1985)
- Nick Raider (juny de 1988 - gener de 2005)
- Zona X (maig de 1992 - març de 1999)
- Legs Weaver (gener de 1995 - octubre de 2005) i spin-off
- I Grandi Comici del Fumetto (maig de 1997 - maig de 2000)
- Magico Vento (maig de 1997 - setembre de 2010)
- Napoleone (setembre de 1997 - juliol de 2006)
- Jonathan Steele (abril de 1999 - juliol de 2004)
- Gregory Hunter (març de 2001 - agosto de 2002)
- Leo Pulp (juny de 2001 - juny de 2007)
- Saguaro (maig de 2012 - abril de 2015)
- Le Storie (octubre de 2012 - gener de 2021)
- Adam Wild (octubre de 2014 - novembre de 2016)
- 4 Hoods (març de 2018 - agosto de 2018)
- Mercurio Loi (juny de 2017 - març de 2019)
- Creepy Past (novembre de 2017 - octubre de 2018)
- Odessa (maig de 2019 - abril de 2021)

#### Minisèries
- Gea (juliol de 1999 - novembre de 2007, 18 àlbums)
- Brad Barron (maig de 2005 - octubre de 2006, 18 àlbums)
- Demian (març de 2006 - octubre de 2007, 18 àlbums)
- Volto Nascosto (octubre de 2007 - novembre de 2008, 14 àlbums)
- Jan Dix (maig de 2008 - juliol de 2010, 14 àlbums)
- Lilith (novembre de 2008 - juny de 2017, 18 àlbums)
- Caravan (juny de 2009 - maig de 2010, 12 àlbums)
- Greystorm (octubre de 2009 - setembre de 2010, 12 àlbums)
- Cassidy (maig de 2010 - octubre de 2011, 18 àlbums)
- Xangai Devil (octubre de 2011 - març de 2013, 18 àlbums)
- Lukas (maig de 2012 - febrer de 2016, 24 àlbums)
- Coney Island (març de 2015 - maig de 2015, 3 àlbums)
- Tropical Blues (juny de 2015 - agost de 2015, 3 àlbums)
- Hellnoir (octubre de 2015 - gener de 2016, 4 àlbums)
- UT (abril de 2016 - setembre de 2016, 6 àlbums)
- Martin Mystère – Le Nuove Avventure a Colori (octubre de 2016 - octubre de 2017, 12 àlbums)
- Dragonero Adventures (novembre de 2017 - octubre de 2018, 12 àlbums)
- Magico Vento, il ritorno (juliol de 2019 - octubre de 2019, 4 àlbums)
- Martin Mystère – Le Nuove Avventure a Colori, Seconda sèrie (octubre de 2019 - abril de 2020, 7 àlbums)
- Mister No - Le nuove avventure (juliol de 2019 - agost de 2020, 14 àlbums)
- Nick Raider - Le nuove indagini (novembre de 2021 - agost de 2022, 10 àlbums)

#### SèriesAudace
- Deadwood Dick (juliol de 2018 - gener de 2019)
- Cani sciolti (novembre de 2018 - desembre de 2019)
- Mister No Revolution (desembre de 2018 - maig de 2019)
- Darwin (juny de 2019 - gener de 2020)
- Attica (novembre de 2019 - abril de 2020)
- K-11 (novembre de 2019 - juliol de 2021)

## Noms de l'editorial
L'editorial ha canviat de nom diverses vegades al llarg de la seva història.
- Redazione Audace (1941 - 1946)
- Edizioni Audace (1946 - 1957)
- Edizioni Araldo (1957 - 1988)
- Editoriale CEPIM (1969 - 1988)
- Editoriale Daim Press (1974 - 1988)
- Altamira (1976 - 1980)
- Edizioni L'Isola Trovata (1982 - 1988)
- Sergio Bonelli Editore (1988 - present)